# 埃斯昆特拉

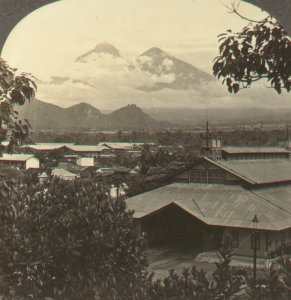

埃斯昆特拉（西班牙語：Escuintla）是危地馬拉的城市，也是埃斯昆特拉省的首府，位於該國中南部，距離首都危地馬拉市45公里，始建於1903年8月22日，面積640平方公里，海拔高度347米，主要經濟活動有甘蔗和煙草，2002年人口119,896。

## 外部連結
- Escuintla on prensalibre.com